# زاغی بال‌سفید
زاغی بال‌سفید (نام علمی: Urocissa whiteheadi) نام یک گونه از سرده زاغی‌های روشن است.